# Roger Waters Us + Them
Roger Waters Us + Them je britský hudební film z roku 2019. Jde o záznam z koncertního turné Us + Them hudebníka Rogera Waterse, které probíhalo v letech 2017–2018 a které obsahuje záběry pořízené na čtyřech koncertech v Amsterdamu 18.–23. června 2018.
Snímek režíroval Waters společně se Seanem Evansem, s nímž natočil také předchozí film Roger Waters The Wall. Film Roger Waters Us + Them byl do kin uveden pouze na dva dny, 2. a 6. října 2019.